# قطب‌نما (صورت فلکی)
قطب‌نما(به انگلیسی: Pyxis) یکی از صور فلکی جنوبی آسمان است که توسط نیکولا لویی دو لاکای (به فرانسوی: Nicolas Louis de Lacaille) نقشه برداری و کشف شد.